# Ronald Keys

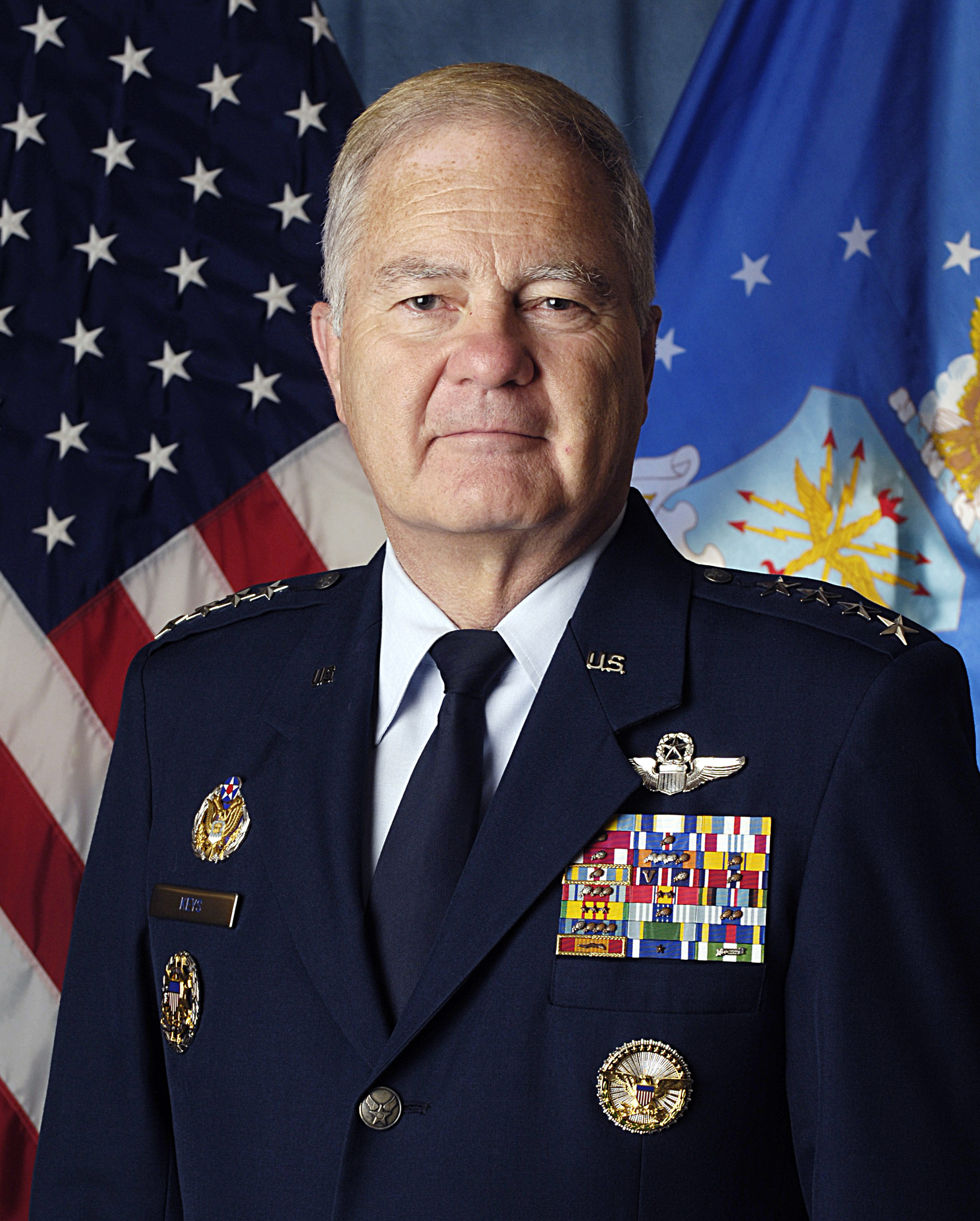
Ronald E. Keys (2007)

Ronald Ellis Keys (* 3. Februar 1945 in Kansas) ist ein pensionierter General der United States Air Force. Er war unter anderem Kommandeur des Air Combat Commands.
Über das ROTC-Programm der Kansas State University gelangte er im Jahr 1967 in das Offizierskorps des United States Air Force. In dieser durchlief er anschließend alle Offiziersränge vom Leutnant bis zum Vier-Sterne-General.
Im Lauf seiner militärischen Karriere absolvierte Ronald Keys verschiedene Kurse und Schulungen. Dazu gehörten unter anderem eine Ausbildung zum Kampfpiloten und weitere Fortbildungskurse als Pilot neuer Flugzeugtypen, die Squadron Officer School auf der Maxwell Air Force Base (Maxell AFB) in Alabama, das Air Command and Staff College, das sich ebenfalls auf der Maxwell AFB befindet, und das Air War College. Außerdem erhielt er einen akademischen Grad von der Golden Gate University in San Francisco.
In seinen frühen Jahren als Offizier der Luftwaffe war er an verschiedenen Stützpunkten in den Vereinigten Staaten stationiert. Dabei war er als Pilot, Flugausbilder oder Stabsoffizier bei unterschiedlichen Einheiten tätig, wozu auch das Hauptquartier der Air Force zählte. Dazwischen absolvierte er die erwähnten Schulungen. Zwischen April 1969 und Mai 1970 war er auf der Da Nang Air Base in Südvietnam stationiert. Dabei war er aktiv als Pilot am Vietnamkrieg beteiligt. Danach wurde er nach Japan versetzt, wo er zunächst bis zum Mai 1971 auf der Misawa Air Base und dann bis zum April 1974 auf der Kadena Air Base stationiert war.
Nach seiner Rückkehr in die Vereinigten Staaten setzte er seine Offizierslaufbahn fort. Nach Beendigung seines Studiums am Air War College wurde Ronald Keys im Juni 1988 Kommandeur der U.S. Air Force Fighter Weapons School, die auf der Nellis Air Force Base in Nevada angesiedelt ist. Dieses Amt hatte er bis zum Juli 1990 inne. Daran schloss sich eine Versetzung zur Bitburg Air Base in Deutschland an. Dort war er zwischen Juli 1990 und August 1992 zunächst stellvertretender und dann regulärer Kommandeur des 36. Kampfgeschwaders (36th Fighter Wing).
Anschließend wurde er zum Verteidigungsministerium der Vereinigten Staaten versetzt, wo er bis zum Februar 1994 in der Abteilung für nukleare Sicherheit tätig war. Danach erhielt er auf der Eielson Air Force Base in Alaska das Kommando über das 354. Kampfgeschwader (354th Fighter Wing). Diese Aufgabe nahm er zwischen Februar 1994 und September 1995 wahr. Es folgte eine Versetzung zur Eglin Air Force Base in Florida, wo Keys zwischen Oktober 1995 und Februar 1997 das 53. Geschwader (53rd Wing) kommandierte. Anschließend übernahm er auf der Maxwell AFB in Alabama das Kommando über das Air Force Doctrine Center. Diese Funktion übte er zwischen Februar 1997 und September 1998 aus.
Danach wurde er nach Stuttgart in Deutschland zum Stab des United States European Commands versetzt. Bis zum Mai 2000 gehörte er dessen Stabsabteilung für Operationen an. Es folgte eine Versetzung nach Neapel in Italien. Dort kommandierte er im Rahmen der NATO-Mission die alliierten Luftverbände für Südeuropa (Commander, Allied Air Forces Southern Europe). Dazu gehörten auch die im Kosovo eingesetzten Luftwaffeneinheiten. Gleichzeitig kommandierte er die 16. Luftflotte (Sixteenth Air Force), die auf der Aviano Air Base, ebenfalls in Italien, stationiert war. Diese Aufgaben nahm Ronald Keys zwischen Mai 2000 und November 2002 wahr.
Nach seiner Rückkehr in die USA wurde er zum Hauptquartier der Air Force versetzt, wo er bis Mai 2005 dessen Stabsabteilung für Luft- und Weltraumoperationen leitete (Deputy Chief of Staff for Air and Space Operations). Am 27. Mai 2005 wurde er auf der Langley Air Force Base in Virginia neuer Kommandeur des Air Combat Commands. Gleichzeitig kommandierte er die Luftwaffenkomponenten des United States Joint Forces Commands und des United States Northern Commands. Diese Ämter übte er bis zum 2. Oktober 2007 aus. Zum 1. November 2007 schied er aus dem aktiven Militärdienst aus.
Während seiner aktiven Zeit als Militärpilot absolvierte Ronald Keys über 4000 Flugstunden auf verschiedenen Flugzeugtypen.
Nach seiner Pensionierung ließ sich Keys in Woodridge in Virginia nieder, wo er die Beraterfirma RK Solution Enterprises betreibt.

## Daten der Beförderungen
| Abzeichen | Rang               | Jahr             |
| --------- | ------------------ | ---------------- |
|           | Second Lieutenant  | 4. Juni 1967     |
|           | First Lieutenant   | 4. Dezember 1968 |
|           | Captain            | 4. Juni 1970     |
|           | Major              | 1. März 1979     |
|           | Lieutenant Colonel | 1. November 1981 |
|           | Colonel            | 1. November 1986 |
|           | Brigadier General  | 15. Juli 1994    |
|           | Major General      | 1. Juli 1997     |
|           | Lieutenant General | 1. Juli 2000     |
|           | General            | 27. Mai 2005     |

## Orden und Auszeichnungen
Ronald Keys erhielt im Lauf seiner militärischen Laufbahn unter anderem folgende Auszeichnungen:
- Defense Distinguished Service Medal
- Air Force Distinguished Service Medal
- Defense Superior Service Medal
- Legion of Merit
- Distinguished Flying Cross
- Defense Meritorious Service Medal
- Meritorious Service Medal
- Air Medal
- Air Force Commendation Medal
- Joint Meritorious Unit Award
- Air Force Outstanding Unit Award
- Air Force Organizational Excellence Award
- Combat Readiness Medal
- National Defense Service Medal
- Armed Forces Expeditionary Medal
- Vietnam Service Medal
- Air Force Longevity Service Award
- Air Force Longevity Service Award
- NATO-Medaille
- Gallantry Cross (Südvietnam)
- Vietnam Campaign Medal (Südvietnam)

Hinzu kommen noch zahlreiche Ordensbänder (Ribbons).